# Clásico RCN 2012
Le Clásico RCN Claro 2012 est la cinquante-deuxième édition du Clásico RCN. Elle s'est disputée du 28 septembre au 7 octobre 2012, en Colombie.
La course menait les coureurs de Carthagène des Indes (département de Bolívar) à Tunja (département de Boyacá).
Dix-neuf équipes ont disputé la compétition pour un total de 183 coureurs.
Le vainqueur de l'épreuve est Óscar Sevilla.

## Équipes participantes
19 équipes disputent la course.
| Équipe                                                        | Principaux engagés                                           |
| EPM - UNE                                                     | Rafael Infantino, Edwin Carvajal, Iván Parra, Walter Pedraza |
| Aguardiente Antioqueño - Lotería de Medellín                  | Alex Cano, Óscar Álvarez, Rafael Montiel, Argiro Ospina      |
| Movistar                                                      | Freddy Montaña, Byron Guamá, Óscar Soliz                     |
| GW Shimano - CHEC - Envía                                     | Félix Cárdenas, Óscar Sánchez                                |
| Supergiros - Redetrans - Super Astro - InderValle - Autolarte | Juan Diego Ramírez, Carlos Pantano                           |
| Lotería de Boyacá - Empresa de Energía de Boyacá              | Víctor Niño, Alexis Camacho, Edgar Fonseca                   |
| Formesán - Pinturas Bler - IDRD - Bogotá Humana               | Óscar Sevilla, Iván Casas, Jahir Pérez                       |
| Grupo Elite - El Mago Editores                                | Edison Gómez                                                 |
| Alcaldía de San Bernardo del Viento - Gobernación de Sucre    | Jaime Lozano                                                 |
| Colombia - Claro                                              | Mauricio Ardila, Camilo Gómez, Ronald Gómez, Marlon Pérez    |
| Coltejer - Alcaldía de Manizales                              | Carlos Beltrán                                               |
| Formar ED - Indeportes Tolima - Carnaval del Pollo            | Jhon Fredy Guzmán                                            |
| Mueble Elegant House - Specialized                            | Hernando Bohórquez                                           |
| Boyacá Somos Todos                                            | Ismael Sarmiento                                             |
| Alcaldía de Itagüí - Unidos Hacemos El Cambio                 | Carlos Osorio                                                |
| 472 Colombia                                                  | Edson Calderón                                               |
| Fuerzas Armadas - Ejército Nacional                           | Jhon Fabián Torres                                           |
| Néctar - Lotería de Cundinamarca - Calidad de Vida            | Flober Peña                                                  |
| Postal express - Multi Repuestos Bosa                         | Alex Atapuma                                                 |

## Récit de la course

### 28 septembre
Malgré un vent fort qui les défavorisent, les favoris sont au rendez-vous. Óscar Sevilla devance Félix Cárdenas de cinq secondes et Marlon Pérez, de huit. Il s'empare du même coup du premier maillot de leader.

### 29 - 30 septembre
Félix Cárdenas prend la première place au classement général par le jeu des bonifications. Óscar Álvarez s'impose dans la première étape en devançant le sprint du peloton. La présence de Carlos Pantano dans les tentatives de fugue lui permet de s'emparer de la tête du classement des étapes volantes. Dans la deuxième étape, le peloton vient mourir sur les talons d'Edgar Fonseca, sorti à quelques kilomètres de la ligne.

### 1eroctobre
La troisième étape est l'étape décisive du Clásico RCN 2012. Óscar Sevilla attaque ses rivaux Félix Cárdenas et l'équipe EPM - UNE. Seuls Alex Cano et, dans un premier temps, Walter Pedraza peuvent le suivre. Sevilla et Cano terminent avec trois minutes d'avance sur les principaux favoris et circonscrivent la compétition à un duel.

### 2-3 octobre
Il s'ensuit deux étapes sans incidence sur le haut du classement général. À Pereira, trois hommes de la GW Shimano devance de quarante-cinq secondes le groupe des favoris; Óscar Sánchez remportant la victoire. À Cali, l'Équatorien Byron Guama dispose du peloton à la suite d'un sprint massif.

### 4 octobre
L'étape reine de la compétition débouche sur un statu quo en tête du classement général. Malgré une attaque d'Alex Cano qui déstabilise un temps Óscar Sevilla, les trois premiers du classement général arrivent, avec une dizaine d'hommes, groupés à Ibagué. Jahir Pérez, coéquipier du leader, profite de la légère ascension finale pour s'imposer légèrement détaché.

### 5-6 octobre
Bien que les tentatives de déstabilisation du leader de la course, organisées par l'équipe Aguardiente Antioqueño, réduisent le groupe des favoris à quelques unités. Sevilla conserve la tête du classement à Facatativá. Argiro Ospina, coéquipier d'Alex Cano, remporte l'étape en solitaire, après avoir beaucoup travaillé pour son chef de file. Le lendemain, un groupe d'échappés prend jusqu'à huit minutes d'avance sur les favoris. Camilo Gómez, présent dans l'échappée, s'impose à Tunja. Marlon Pérez récupère la première place du classement des étapes volantes.

### 7 octobre
Le contre-la-montre terminal voit la victoire de Sevilla qui remporte ainsi son deuxième Clásico RCN. Rafael Infantino, vainqueur 2011, grimpe sur la troisième marche du podium, à la faveur de l'exercice en solitaire. Tandis qu'Argiro Ospina, deuxième de l'étape, en profite pour subtiliser la tête du classement des moins de 23 ans à Ronald Gómez.

## Les étapes
| Étape     | Date         | Villes étapes                 | km       | Vainqueur d'étape | Leader du classement général |
| Prologue  | 28 septembre | Carthagène - Carthagène       | 6 (CLM)  | Óscar Sevilla     | Óscar Sevilla                |
| 1re étape | 29 septembre | Turbaco - Sincelejo           | 172,3    | Óscar Álvarez     | Félix Cárdenas               |
| 2e étape  | 30 septembre | Sincelejo - Montería          | 118,8    | Edgar Fonseca     | Félix Cárdenas               |
| 3e étape  | 1er octobre  | Caucasia - Santa Rosa de Osos | 211,7    | Óscar Sevilla     | Óscar Sevilla                |
| 4e étape  | 2 octobre    | Itagüí - Pereira              | 197,9    | Óscar Sánchez     | Óscar Sevilla                |
| 5e étape  | 3 octobre    | Pereira - Cali                | 213,4    | Byron Guamá       | Óscar Sevilla                |
| 6e étape  | 4 octobre    | Buga - Ibagué                 | 194,9    | Jahir Pérez       | Óscar Sevilla                |
| 7e étape  | 5 octobre    | Girardot - Madrid             | 127,2    | Argiro Ospina     | Óscar Sevilla                |
| 8e étape  | 6 octobre    | Zipaquirá - Tunja             | 163,6    | Camilo Gómez      | Óscar Sevilla                |
| 9e étape  | 7 octobre    | Tunja - Tunja                 | 25 (CLM) | Óscar Sevilla     | Óscar Sevilla                |

## Classement général
122 coureurs terminent l'épreuve.
| #   | Coureur          | Équipe                                       |    | Temps            |
| --- | ---------------- | -------------------------------------------- | -- | ---------------- |
| 1.  | Óscar Sevilla    | Formesan - Bogotá Humana - Pinturas Bler     | en | 35 h 47 min 45 s |
| 2.  | Alex Cano        | Aguardiente Antioqueño - Lotería de Medellín | +  | 1 min 04 s       |
| 3.  | Rafael Infantino | EPM - UNE                                    |    | 5 min 03 s       |
| 4.  | Óscar Sánchez    | GW Shimano - CHEC - Envía                    |    | 5 min 13 s       |
| 5.  | Walter Pedraza   | EPM - UNE                                    |    | 5 min 51 s       |
| 6.  | Mauricio Ardila  | Colombia - Claro                             |    | 7 min 21 s       |
| 7.  | Rafael Montiel   | Aguardiente Antioqueño - Lotería de Medellín |    | 8 min 35 s       |
| 8.  | Óscar Soliz      | Movistar                                     |    | 8 min 48 s       |
| 9.  | Edwin Carvajal   | EPM - UNE                                    |    | 10 min 08 s      |
| 10. | Iván Parra       | EPM - UNE                                    |    | 10 min 44 s      |

## Évolution des classements
| Étapes             | Vainqueur          | Classement général | Classement des moins de 23 ans | Classement de la montagne | Classement de la régularité | Classement des étapes volantes | Classement par équipes                       |
| ------------------ | ------------------ | ------------------ | ------------------------------ | ------------------------- | --------------------------- | ------------------------------ | -------------------------------------------- |
| Prologue           | Óscar Sevilla      | Óscar Sevilla      | Alexis Camacho                 | Non attribué              | Non attribué                | Non attribué                   | Non attribué                                 |
| 1re étape          | Óscar Álvarez      | Félix Cárdenas     | Alexis Camacho                 | Non attribué              | Óscar Álvarez               | Carlos Pantano                 | Aguardiente Antioqueño - Lotería de Medellín |
| 2e étape           | Edgar Fonseca      | Félix Cárdenas     | Alexis Camacho                 | Non attribué              | Edson Calderón              | Marlon Pérez                   | Aguardiente Antioqueño - Lotería de Medellín |
| 3e étape           | Óscar Sevilla      | Óscar Sevilla      | Ronald Gómez                   | Walter Pedraza            | Óscar Sevilla               | Carlos Pantano                 | Aguardiente Antioqueño - Lotería de Medellín |
| 4e étape           | Óscar Sánchez      | Óscar Sevilla      | Ronald Gómez                   | Walter Pedraza            | Óscar Sevilla               | Carlos Pantano                 | Aguardiente Antioqueño - Lotería de Medellín |
| 5e étape           | Byron Guamá        | Óscar Sevilla      | Ronald Gómez                   | Walter Pedraza            | Byron Guamá                 | Carlos Pantano                 | Aguardiente Antioqueño - Lotería de Medellín |
| 6e étape           | Jahir Pérez        | Óscar Sevilla      | Ronald Gómez                   | Walter Pedraza            | Óscar Sevilla               | Carlos Pantano                 | Aguardiente Antioqueño - Lotería de Medellín |
| 7e étape           | Argiro Ospina      | Óscar Sevilla      | Ronald Gómez                   | Walter Pedraza            | Óscar Sevilla               | Carlos Pantano                 | Aguardiente Antioqueño - Lotería de Medellín |
| 8e étape           | Camilo Gómez       | Óscar Sevilla      | Ronald Gómez                   | Walter Pedraza            | Óscar Sevilla               | Marlon Pérez                   | Aguardiente Antioqueño - Lotería de Medellín |
| 9e étape           | Óscar Sevilla      | Óscar Sevilla      | Argiro Ospina                  | Walter Pedraza            | Óscar Sevilla               | Marlon Pérez                   | Aguardiente Antioqueño - Lotería de Medellín |
| Classements finals | Classements finals | Óscar Sevilla      | Argiro Ospina                  | Walter Pedraza            | Óscar Sevilla               | Marlon Pérez                   | Aguardiente Antioqueño - Lotería de Medellín |